# Peter Andreas Hansen
Peter Andreas Hansen (Tondern, 8 december 1795 — Gotha, 28 maart 1874) was een Duits astronoom.

## Biografie
Hansen werd in 1795 geboren in het toen nog Duitse Tønder in het noorden van Sleeswijk als zoon van een goudsmid. Hij volgde een opleiding tot horlogemaker en was als zodanig werkzaam in Tønder en in Berlijn van 1818 tot 1820. De wetenschap had echter zijn voorkeur en een lokale arts overtuigde zijn vader hem naar Kopenhagen te sturen voor verdere scholing. Hansen kwam in dienst bij de astronoom Heinrich Christian Schumacher en trok zelfs de aandacht van koning Frederik VI. Hansen assisteerde Schuhmacher bij diens werk ten behoeve van de eerste driehoeksmeting van geheel Denemarken, voornamelijk in het nieuwe observatorium van Altona van 1821 tot 1825.
Aansluitend werd Hansen directeur van het observatorium van Gotha. Hij zou er tot aan zijn dood blijven, hoewel hem meermaals interessante posities elders zijn aangeboden. Aan zijn sterrenwacht verrichtte Hansen waarnemingen en combineerde deze met inspanningen op het gebied van de theoretische sterrenkunde, in het bijzonder hemelmechanica. Onderzoek naar zwaartekrachtgebaseerde afwijkingen in de banen van Jupiter en Saturnus leverde hem in 1830 een onderscheiding op van de Berlijnse academie van wetenschappen. In 1837 leidde Hansen , die ook zeer deskundig was op het gebied van de geodesie, belangrijke landmeetkundige projecten in het  hertogdom Saksen-Coburg en Gotha.  In 1838 publiceerde Hansen nieuwe inzichten in de baan(afwijkingen) van de maan. Daarop gebaseerde efemeriden (astronomische tabellen) werden in 1857 gepubliceerd op kosten van de Britse overheid en in 1862 opgenomen in The Nautical Almanac, een belangrijk hulpmiddel bij het navigeren op zee. Indertijd werd aangenomen dat met Hansens theorieën de beweging van de maan afdoende was verklaard, maar reeds na tien jaar moest de astronoom Simon Newcomb de eerste correcties aanbrengen.

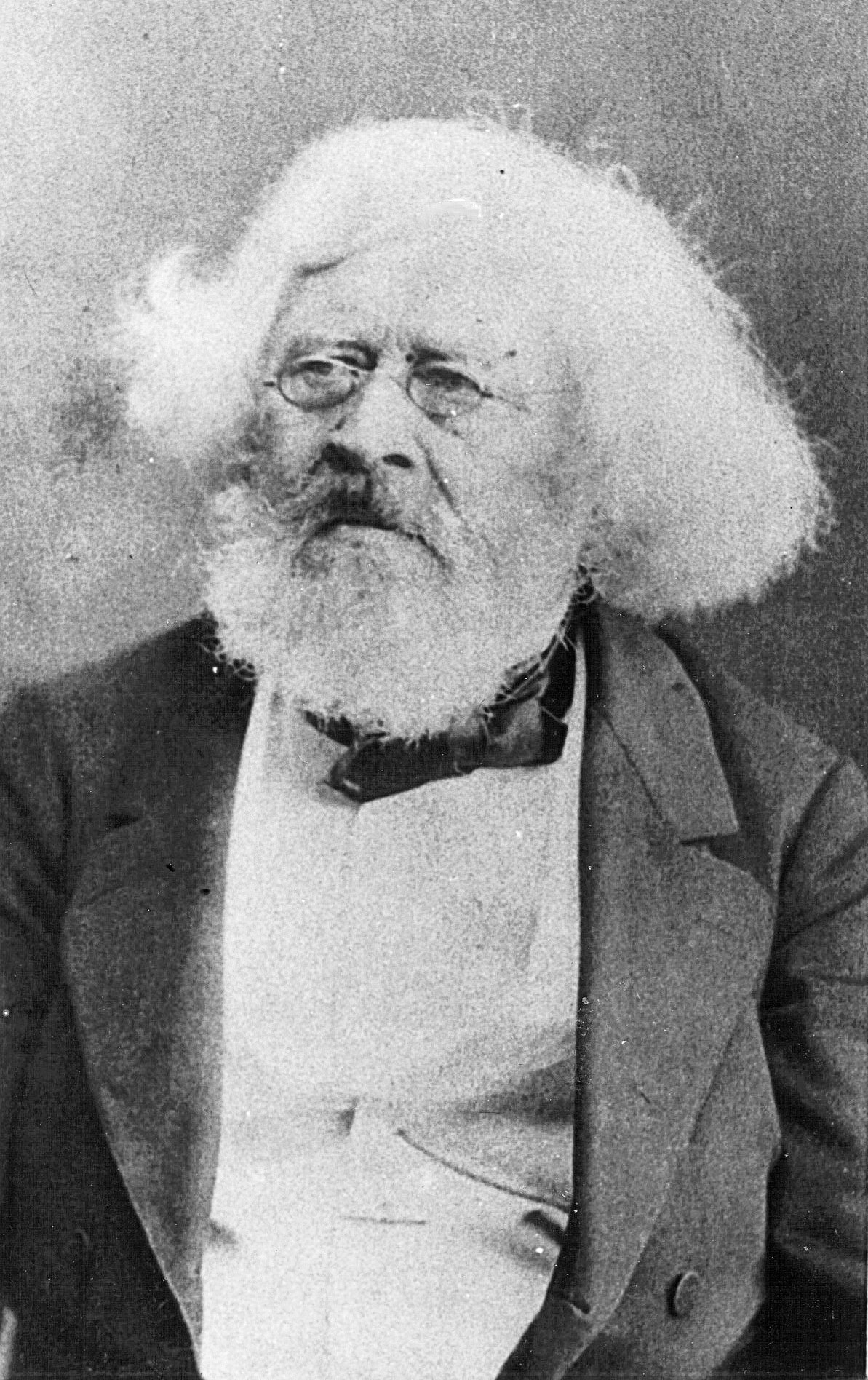
Peter Andreas Hansen in zijn laatste jaren

Tweemaal werd Hansen onderscheiden met de Gouden medaille van de Royal Astronomical Society: in 1842 en in 1860. In 1850 werd hem de Copley Medal verleend, de belangrijkste wetenschapsprijs van de Royal Society, de Britse academie van wetenschappen. In 1865 werd hij als buitenlands lid toegelaten tot de Zweedse academie, de Kungliga Vetenskapsakademien.
Hansen overleed in 1874, in het nieuwe observatorium van Gotha, dat onder zijn leiding in 1857 was gebouwd.
- Bibsys: 1047869
- Bibliothèque nationale de France: cb10548703r (data)
- CiNii: DA15935655
- Gemeinsame Normdatei: 119411253
- International Standard Name Identifier: 0000 0000 8142 2723
- Library of Congress Control Number: n90625283
- Mathematics Genealogy Project: 168552
- Nationale Bibliotheek van Tsjechië: ntk20241226206
- Nationale bibliotheek van Australië: 35773561
- Nationale Bibliotheek van Israël: 987007280365505171
- Nederlandse Thesaurus van Auteursnamen: 093523203
- Istituto Centrale per il Catalogo Unico: TO0V462642
- LIBRIS: 249158
- SNAC: w6bc69tg
- Système universitaire de documentation: 080892876
- Trove: 1080851
- Virtual International Authority File: 62357779
- WorldCat: E39PBJvHfkKQWw7gBHkWgGppT3